# 尤锡卡·米克洛斯

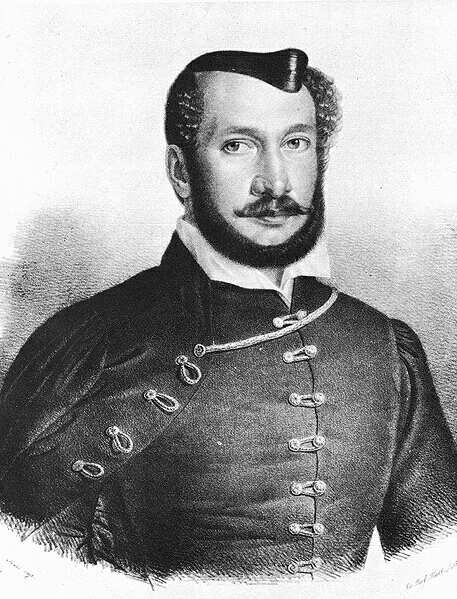
尤锡卡·米克洛斯画像

尤锡卡·米克洛斯（匈牙利語：Jósika Miklós，1794年4月28日—1865年2月27日），匈牙利爱国主义小说家，是为匈牙利最早写历史小说者。